# Keresztes család (nagybaconi)
Székely nemes család Erdélyben. A címeres levelet Keresztes Máté 1681. május 20-án nyerte. Adományozó Apaffy Mihály erdélyi fejedelem. Utódai közül Keresztes Máté külföldi akadémiákon járt, és kézdi-vásárhelyi lelkész 1797-ben református püspök; ennek fia Sámuel, ennek fia Károly Szászvároson él.

## A nagybaconi Keresztes család címere
Nagybaczoni Keresztes Máté püspök családi címere. (1727-1795) (1793-1795)

## A nagybaconi Keresztes családfa
Keresztes Máté felmenői.
- A1. Keresztes György (pedes pixidarius, gyalog katona illetve puskás, említve: 1602, 1604, 1614, 1627-ben bíróságot is viselt, 1635-ben primipili veterani, kiszolgált, tehát idősebb, lófő, ugyanakkor zamado, (számadó: a nagyközségek, és az uradalmak nyájaiért felelős személy, számadó juhász volt).
  - B1. Máté I. (1600 k.-)
    - C1. Máté II. (1625 k. –) Említve: 1648 és 1655.
    - D1. Máté III. (1655. k.–) Czímeres levelet Apaffy Mihálytól 1681. május 20-án nyert.
      - E1. Sámuel.
        - F1. Ferenc Neje egy Dési nemes leány, akinek anyja Pál Anna, aki Baróti Pál János és Keresztes Borbála leánya volt, birtokaik voltak Miklósvárszéken és Bardócszéken
          - G1. Máté IV. (Nagybacon, 1727.– Nagyenyed, 1795. december 4.) 1.neje telegdi Bogdány Ilona, nagybatzoni Bogdán Péter pap leánya (1749.– Nagyszeben, 1781. október 8. Alsórákos. 1765 körül. Elvált 1778-ban. Mária Terézia királynő a válást nem engedélyezte és csak a halála (1780. november 29.) után történt meg a válás. 6 gyermekük született. 2. neje kézdivásárhelyi Szőts Krisztina. (Kézdivásárhely, 1742. november 8. –) 1778. Szülei Szőts István ötvös és Kováts Erzsébet. (-1749. december 16.). 6 gyermekük született. 1752 és 1759 között Kolozsvárt tanult, majd 1759-ben Máramarosszigeten iskolarektor volt, hogy külföldi tanulmányainak költségét összegyűjtse. 1761. május 16-án iratkozott be a Franekeri egyetemre, két év múlva, 1763 májusában pedig kézhez vette a professzoraitól aláírt bizonyítványokat. 1763 nyarán tért haza Erdélybe. Kendeffy Elek udvarában végzett papi szolgálatot, majd 1764-1768 között Alsórákoson, 1768 májusától Zabolán, s még ez év október 10-től Kézdivásárhelyen lelkészkedett. 1768–1793 között volt kézdivásárhelyi lelkész és 1782. április 9-től a Kézdi Református egyházmegye esperese, később nagyenyedi lelkész, 1787 júliusától egyházkerületi főjegyző, 1793 december 6-1795 december 4 között püspök. Nem sokáig folytathatta püspöki hivatalát, mert szeme világát elvesztette s nemsokára agyvérzésben meghalt. Kézdivásárhelyen meghatározó a főtér arculatában, a református templom, mely ezer férőhellyel rendelkezik. Keresztes Máté esperes építette 1770–1782 között a barokk és neoklasszicista stílusjegyeket magán hordozó erődített templomot. 
            - H1. Máté V.
            - H2. József.
            - H3. Ádám.
            - H4. Éva.
            - H5. Sámuel.
              - I1. Károly. Szászváros.

            - H6. Erzsébet.
            - H7. István. Enyedi professor.
            - H8. Terézia. Férje enyedi Baló István.
            - H9.  Keresztes Susánna. Férje Szolga kapitány.
            - H10. Keresztes Zsófia. (1785. – Kézdimárkosfalva, 1845. szeptember 29.) Férje zágoni Bodola Ferencz I. kézdimárkosfalvi pap, esperes. (1783. – Kézdimárkosfalva, 1858. november 28.) Esküvő 1809. július 25.
              - I1. Bodola Rozália. (Kézdimárkosfalva, 1811. február 1. – Barátos, 1888. február 24.) Férje Barabás Antal I. (Kézdimárkosfalva, 1809. május 22. – Réty, 1901. november 5.)
                - J1. Barabás Mária. (1836–1938) Férje kézdimárkosfalvi Sipos Ferenc. (1836–1927)

              - I2. Bodola Anna (*1813. január 27. –) 1. Férje hadikfalviBecző Antal a mátisfalvi Betző Gábor fia. Esküvő 1834. február 27. 2. Férje Kováts Ábrahám, (Kézdivásárhely, 1807. december 23. – 1857. április 27.) aki Kézdivásárhelyen ügyvéd volt. Esküvő 1840. december 1. (Kováts Ábrahám szülei: Kováts Miklós, akinek apja néhai Kováts Kelemen és Pap Rákhel. (akinek apja Notárius Pap Mihály)
                - J1. Kováts Róza. (1843. február 9. – Kézdimárkosfalva, 1889. április 12.) Férje kézdimárkosfalvi Sipos György (Kézdimárkosfalva, 1841. szeptember 29. – Kézdimárkosfalva, 1928. január 25. Kézdimárkosfalva), Esküvő 1865. szeptember 26.

              - I3. Bodola János. (1815. április 16.–)
              - I4. Bodola Mária. (1817. január 18.–)
              - I5. Klára. (Kézdimárkosfalva, 1816. március – Kézdimárkosfalva, 1840. augusztus 8.)
              - I5. Bodola Ferenc II. (1819. május 29. – 1865.) Neje Bruz Lajos özvegye, Silling Mária. (1824–1860)
              - I6. Bodola Sámuel. ((Kézdimárkosfalva, 1822. november 16. – Retteg, 1902. április 29.) Neje Jüngling Sarolta (Lotti) (1829–1889)
              - I7. Bodola Lajos. (Kézdimárkosfalva, 1825. április 15. – Brassó, 1897. április 3.) 1848-iki tüzér főhadnagy, főmérnök, kincstári igazgató.

            - H11. Keresztes Dániel szászvárosi pap.
            - H12. Keresztes Sára. FérjeOsváth hadnagy

## Jelentősebb nagybaconi Keresztesek
- Keresztes Máté

## Album

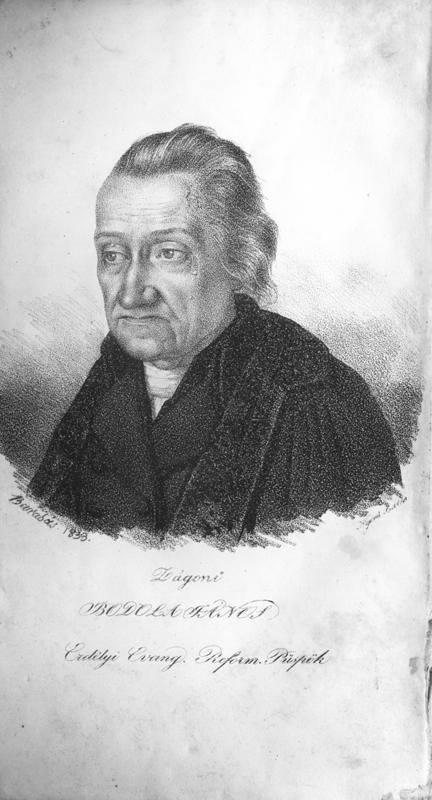
Bodola János, 1836 előtt, festette Barabás Miklós (1810-1898) (református lelkész, az Erdélyi református egyházkerület püspöke 1815-.1836)
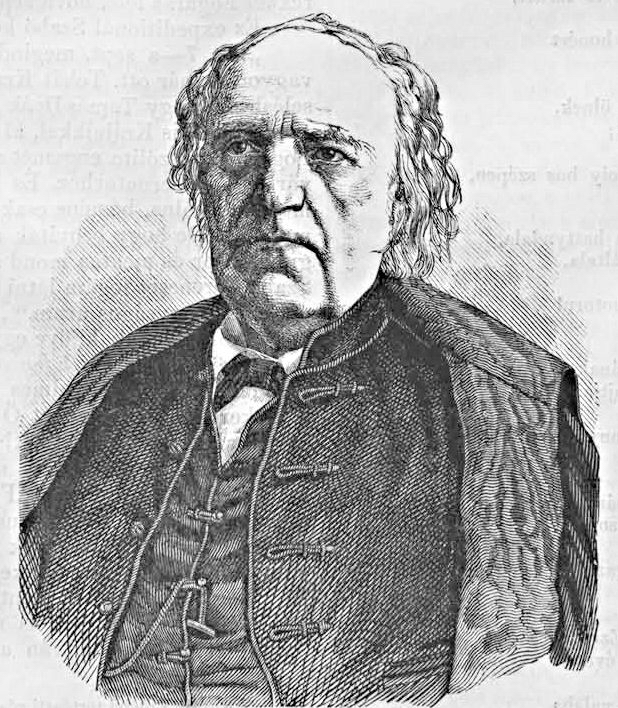
Bodola Sámuel, 1861. (református lelkész, az Erdélyi református egyházkerület püspöke 1854-1866)
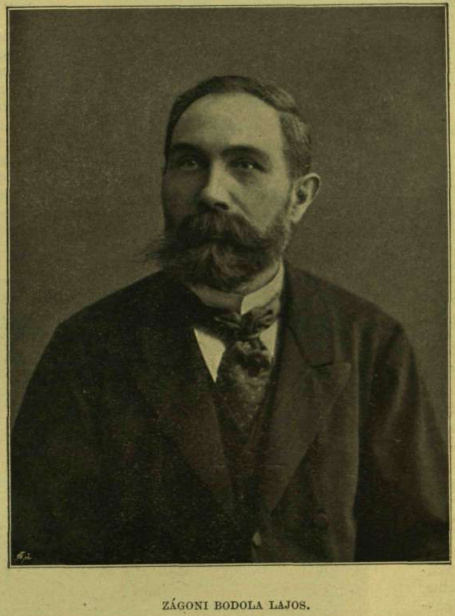
Bodola Lajos (bányamérnök), 1897. (1848-as tüzér-főhadnagy, bányamérnök)
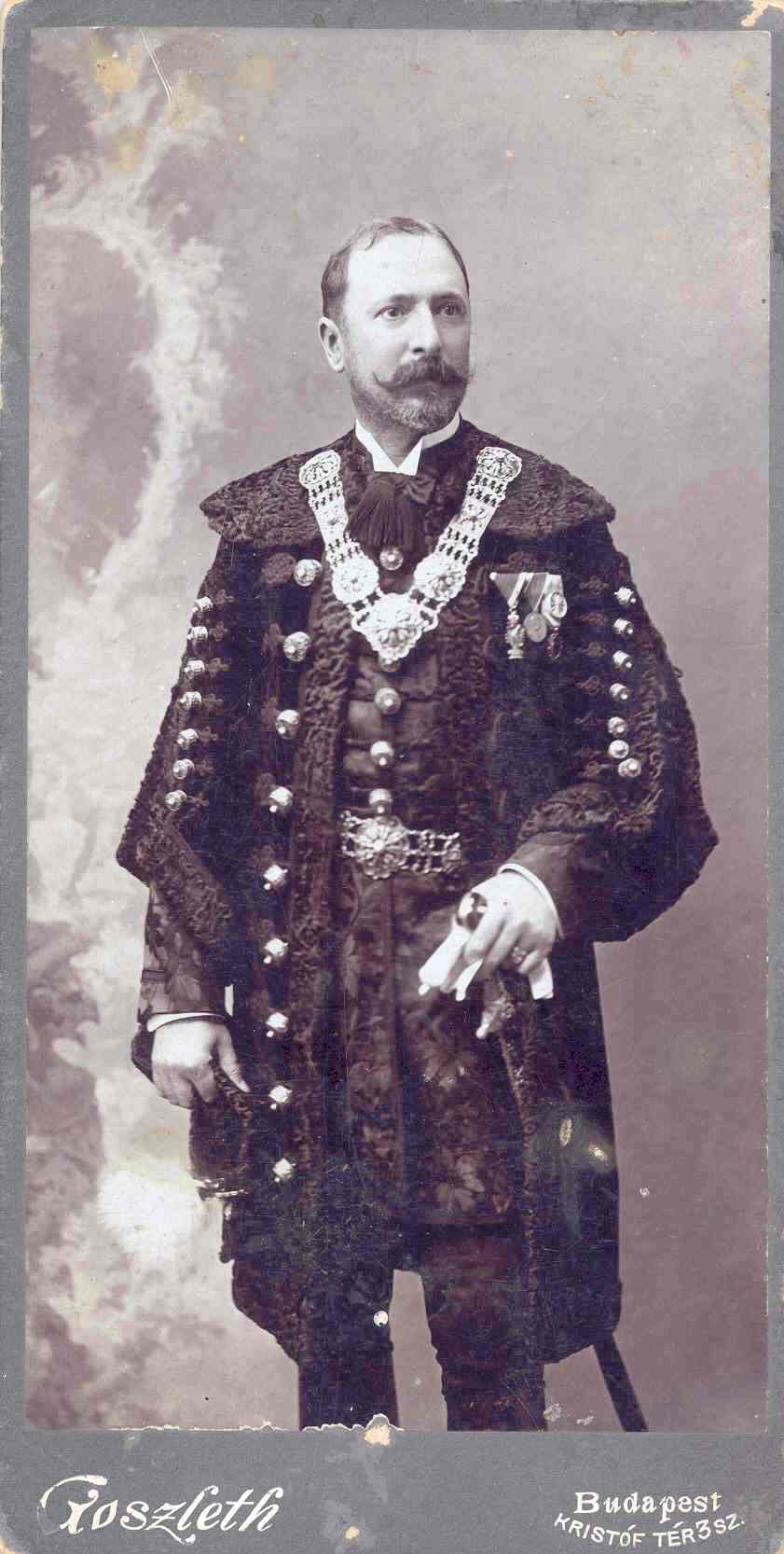
Bodola Lajos (geodéta), 1905. (műegyetemi tanár, a Magyar Tudományos Akadémia levelező tagja)
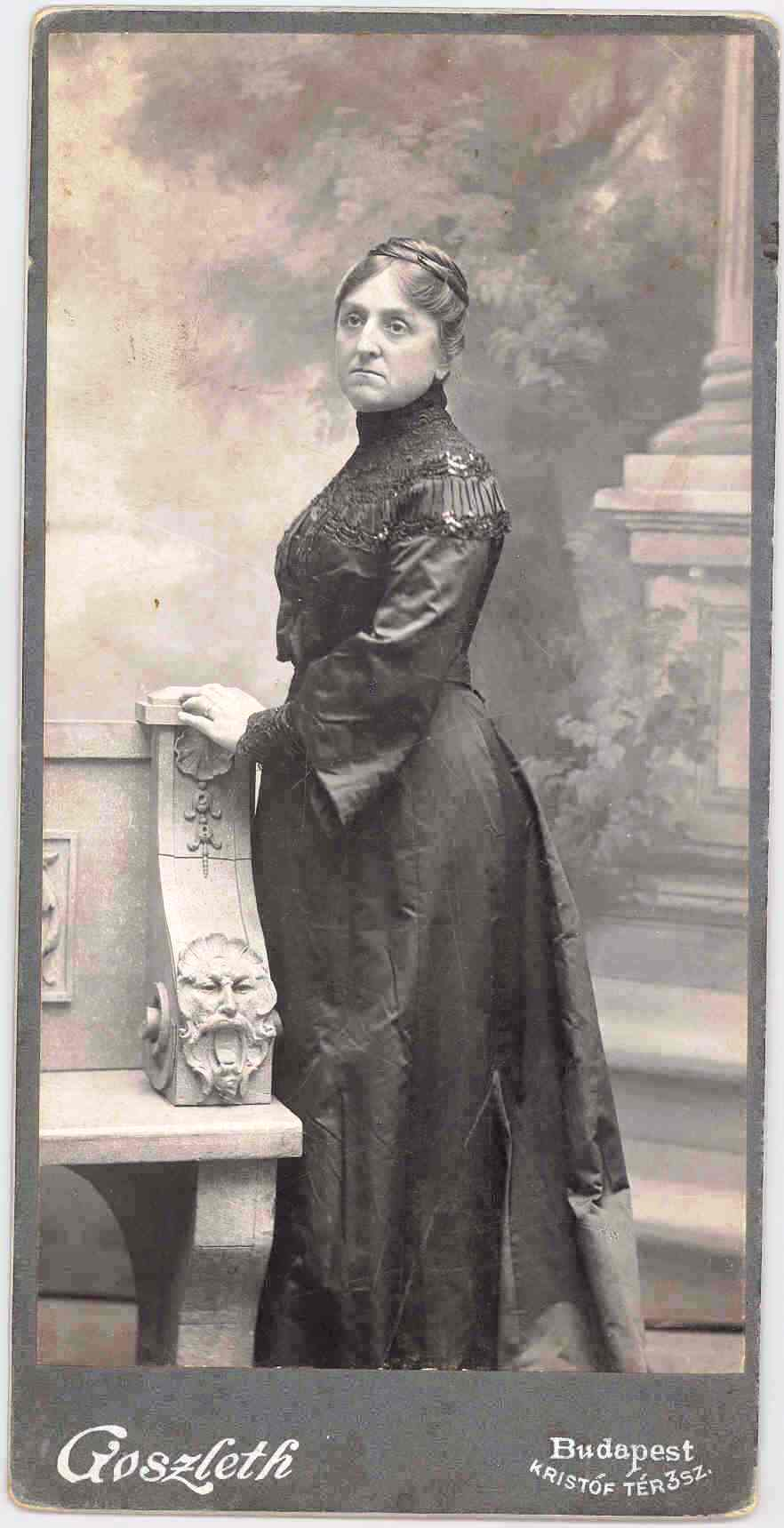
Bodola Lajosné, Pettkó Berta, 1905.